# Callona rimosa
Callona rimosa är en skalbaggsart som först beskrevs av Jean Baptiste Lucien Buquet 1840.  Callona rimosa ingår i släktet Callona och familjen långhorningar. Inga underarter finns listade.